# Heřmánkovický potok
Heřmánkovický potok patří mezi významnější levostranné přítoky řeky Stěnavy v okrese Náchod v Královéhradeckém kraji. Délka toku činí 7,56 km. Plocha povodí je 10,147 km².

## Průběh toku
Heřmánkovický potok pramení v Javořích horách na jihovýchodním úpatí Čertova vrchu, poblíž hranic s Polskem v těsné blízkosti  modré hřebenové turistické stezky, v nadmořské výšce 718 m.  Potok následně stéká z hor údolím Vodní důl a míří na jih. Pod Čertovým vrchem, v místě zvaném U Jedle, přibírá zprava kratší potok přitékající Kravím údolím. Dále pokračuje klikatícím se údolím k jihu. Ve výšce 505 m n. m. se potkává s  cyklotrasou č. 4002 a přibližně v pátém kilometru vstupuje do intravilánu obce Heřmánkovice. Zde se do něho z levé strany vlévá delší bezejmenný potok, který pramení ve výšce 598 m n. m. Heřmánkovický potok dále protéká obcí Heřmánkovice podél místní komunikace až k jeho zaústění do řeky Stěnavy v nadmořské výšce 395 m. V tomto místě stával Dolní mlýn pod Vrchem (německy Bergmühle). Mlýn zanikl po druhé světové válce, zůstaly po něm jen zbytky zdiva.
Výškový rozdíl mezi pramenem (718 m n. m.) a ústím (395 m n. m.) činí 323 m na délce 7,56 km. Heřmánkovický potok protéká katastrálním územím obcí Heřmánkovice a Broumov.

## Ochrana před povodněmi
Na Heřmánkovickém potoce je nainstalováno automatické hladinoměrné čidlo s dálkovým přenosem dat a umístěna vodočetná lať, ukazující míru povodňového nebezpečí. První stupeň povodňové aktivity (1.SPA), stav bdělosti, je v Heřmánkovicích při výšce vodní hladiny 100 cm, druhý stupeň povodňové aktivity (2.SPA), stav pohotovosti, je při 130 cm a třetí stupeň povodňové aktivity (3.SPA), stav ohrožení, je při 170 cm vodní hladiny potoka.
Čidlo bylo nainstalováno v roce 2010 v rámci projektu Varovný systém ochrany před povodněmi pro obce Broumovska. Tento projekt byl spolufinancován Evropskou unií – Fondem soudržnosti a Státním fondem životního prostředí ČR v rámci Operačního programu Životní prostředí.

## Správa vodního toku
Správcem Heřmánkovického potoka je státní podnik Lesy České republiky.

## Galerie

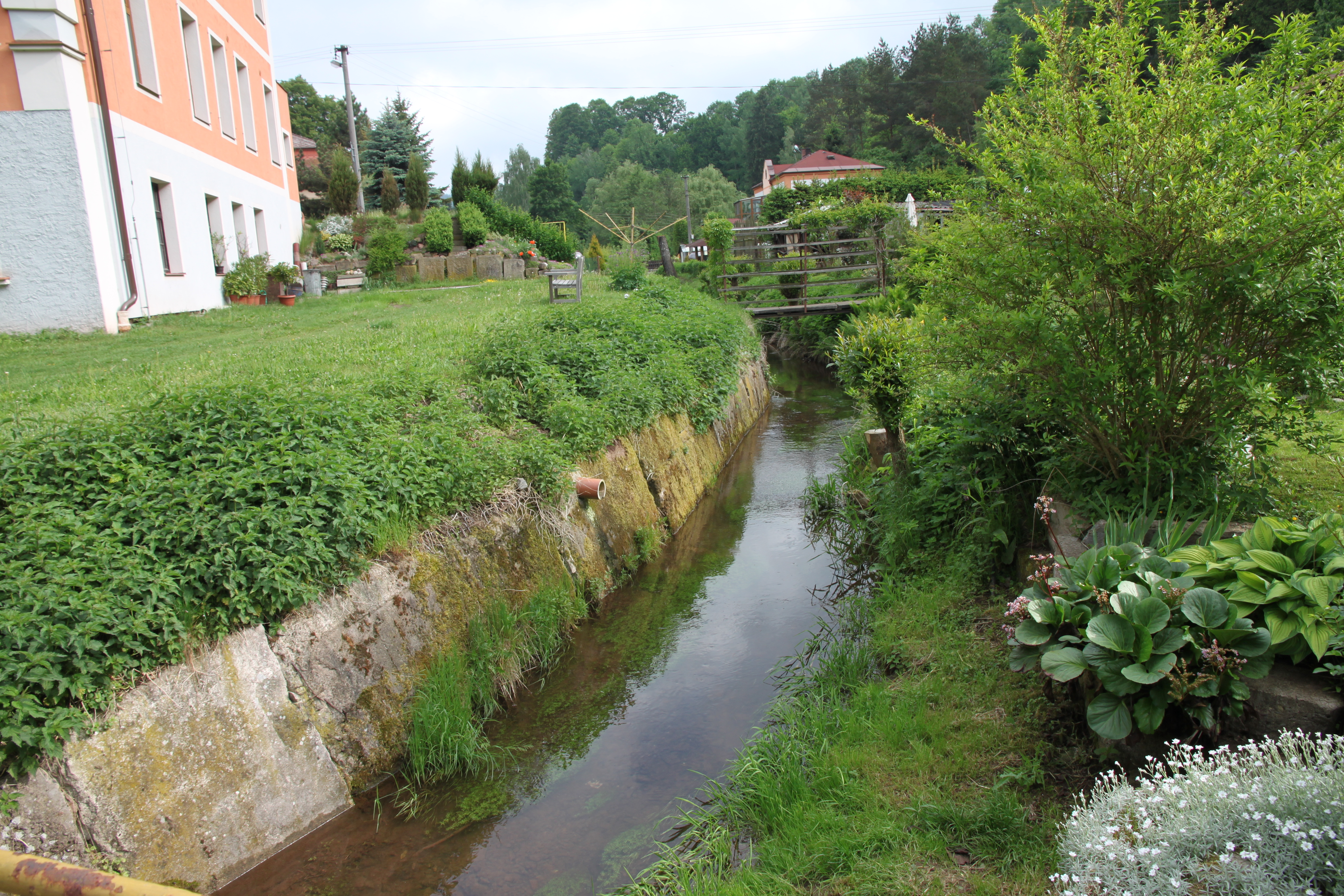
Heřmánkovický potok u obecního úřadu
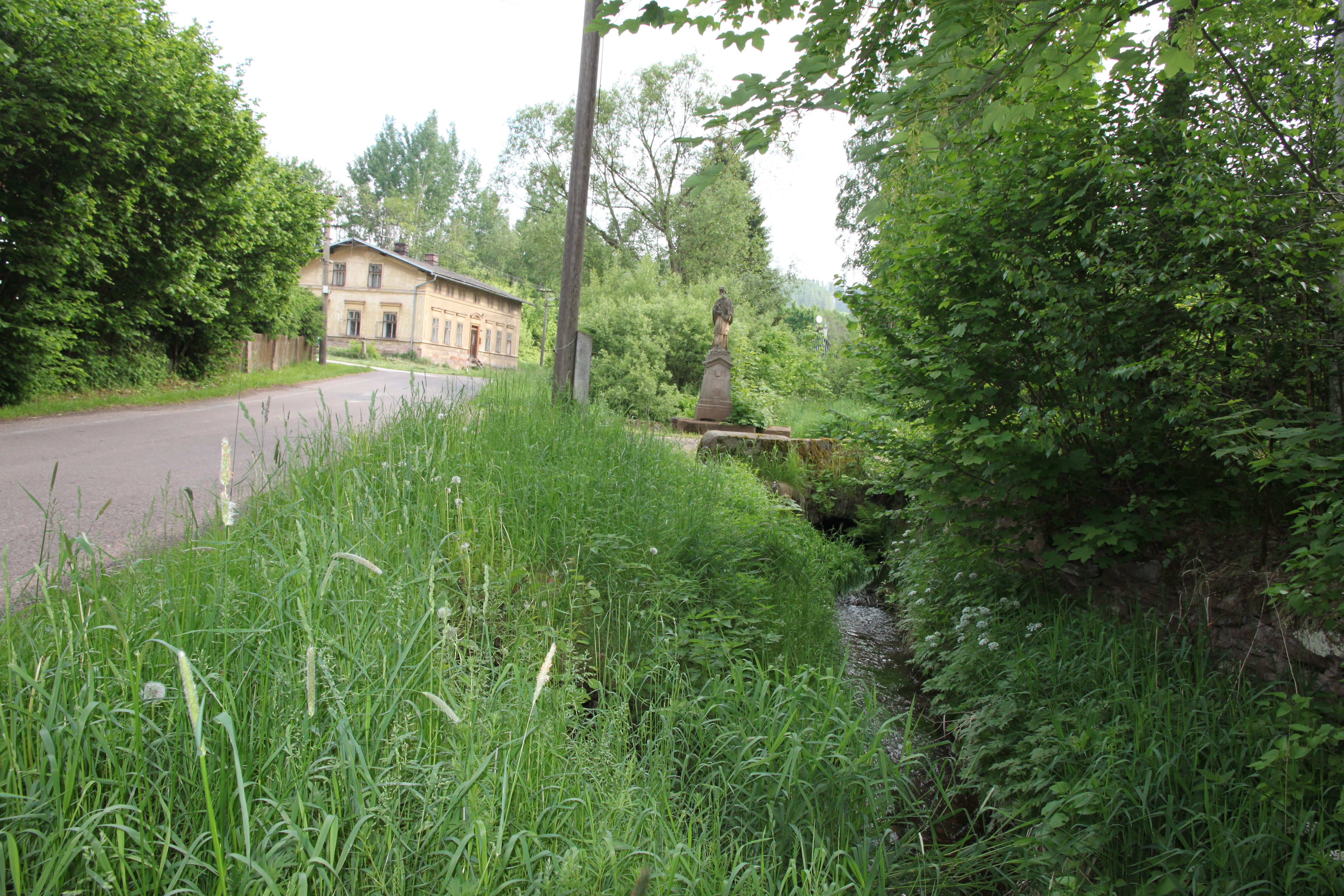
Heřmánkovický potok s mostkem
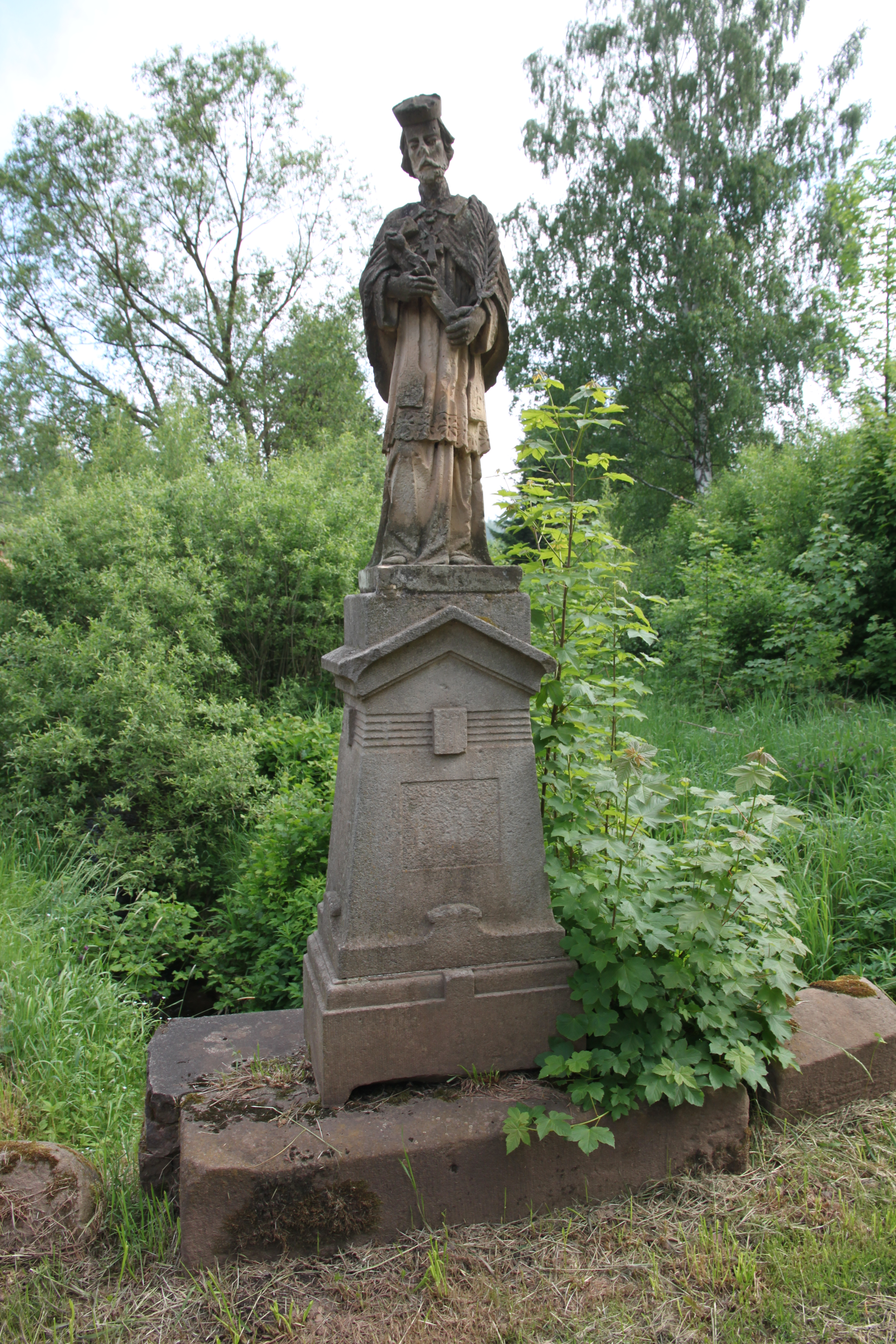
Socha sv. Jana Nepomuckého na mostku v Heřmánkovicích
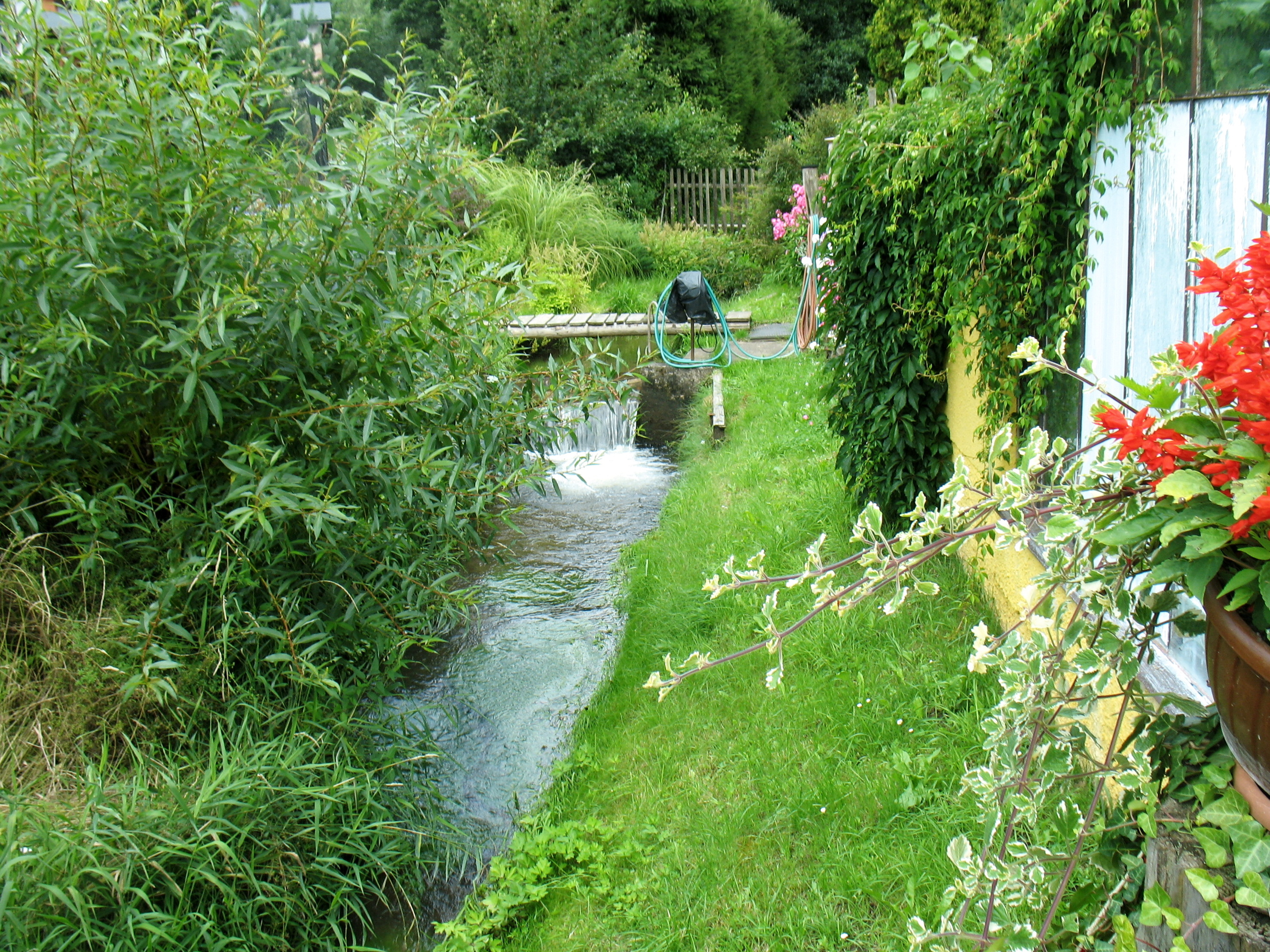
V centru obce
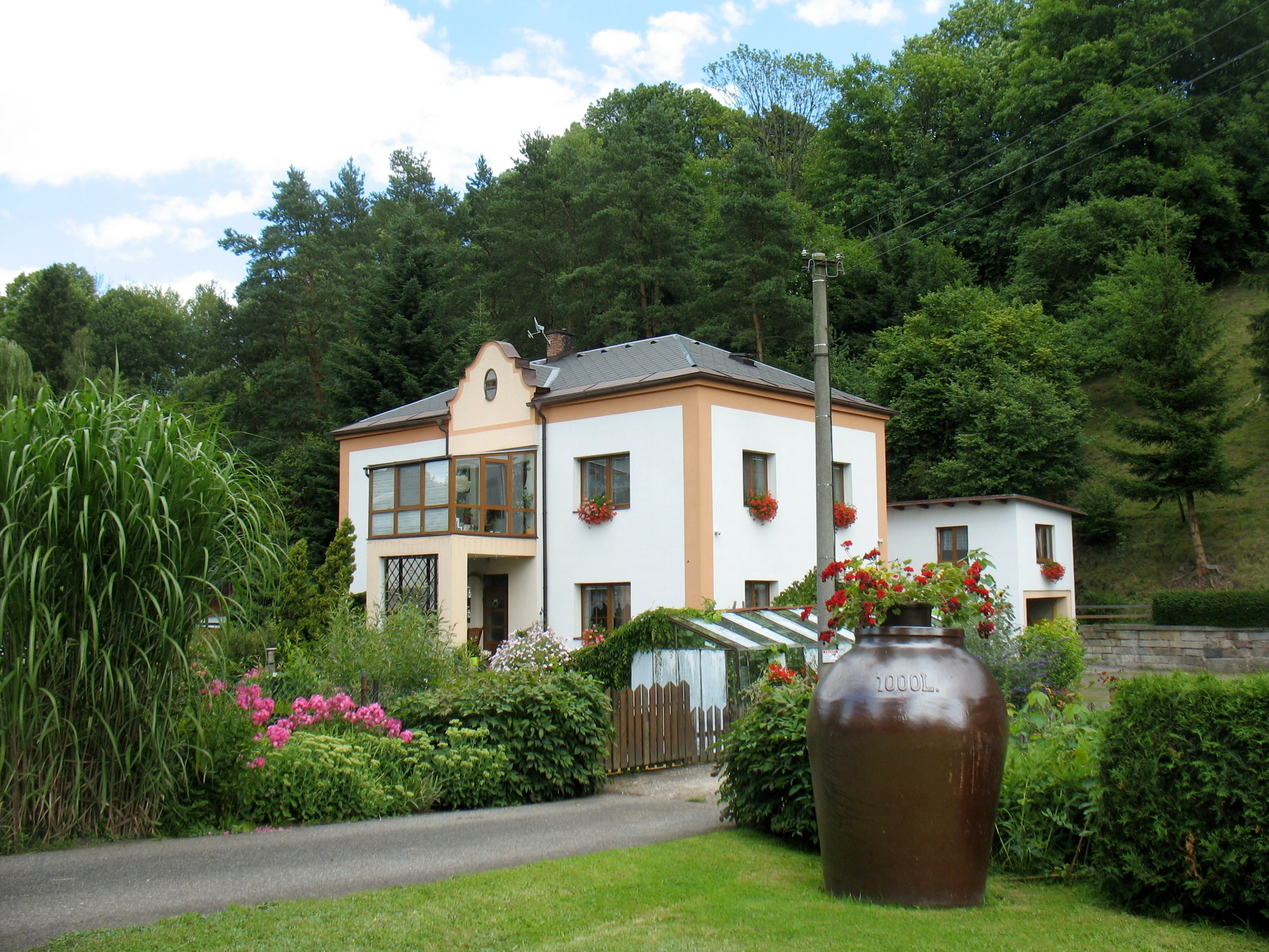
Dům u potoka a mostek